# Amunicja bezłuskowa

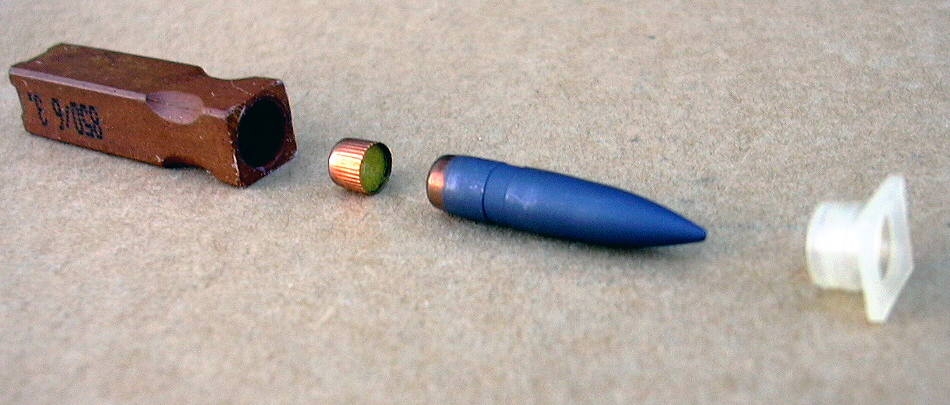
Nabój bezłuskowy 4,73 × 33 mm do karabinu G11

Amunicja bezłuskowa – amunicja zespolona lub rozdzielnego ładowania niezawierająca łuski.
Jest stosowana w lufowej broni palnej z uszczelnioną komorą nabojową. Ładunek miotający jest w niej umieszczony bezpośrednio. Może on występować w postaci stałej (luźne ziarna prochowe umieszczone np. w woreczkach lub w postaci wyprasek dostosowanych kształtem i wymiarami do komory nabojowej) albo w postaci płynnej. Do amunicji tej zalicza się niektóre wzory amunicji artyleryjskiej, która jest przystosowana do dział posiadających zamki z uszczelniaczem plastycznym Bange′a. Amunicja bezłuskowa jest lżejsza i tańsza w produkcji od amunicji posiadającej łuskę.
Nabój karabinowy tego typu został skonstruowany w firmie Dynamit Nobel i znalazł zastosowanie w niemieckim karabinie G11.
Dane techniczne naboju bezłuskowego firmy Dynamit Nobel:
- Kaliber: 4,7 mm
- Masa:
  - naboju: 5,0 g
  - pocisku: 3,4 g
- Długość:
  - naboju: 34 mm
  - pocisku: 22 mm
- Przebijalność: hełm wojskowy z odległości 600 m